# Pałac Jabłonowskich w Warszawie
Pałac Jabłonowskich – pałac w Warszawie przy placu Teatralnym, pod adresem ul. Senatorska 14/16. Został wzniesiony w XVIII wieku, zniszczony w czasie II wojny światowej i zrekonstruowany w latach 1995–1997. W latach 1819−1944 pełnił funkcję ratusza Warszawy.

## Opis
Zbudowany w latach 1773–1785 dla Antoniego Jabłonowskiego według projektu Jakuba Fontany i Domenico Merliniego. 
W latach 1817–1819 przebudowywany na ratusz miejski według projektu Fryderyka Alberta Lessla i Józefa Grzegorza Lessla, przejmując funkcje rozebranego w 1817 starego ratusza na Rynku Starego Miasta. Około roku 1823 na dachu pałacu dodano belwederek, czyli podstawę pod telegraf optyczny. W tym samym czasie na tyłach pałacu wzniesiono budynek z przeznaczeniem na areszt policyjny.

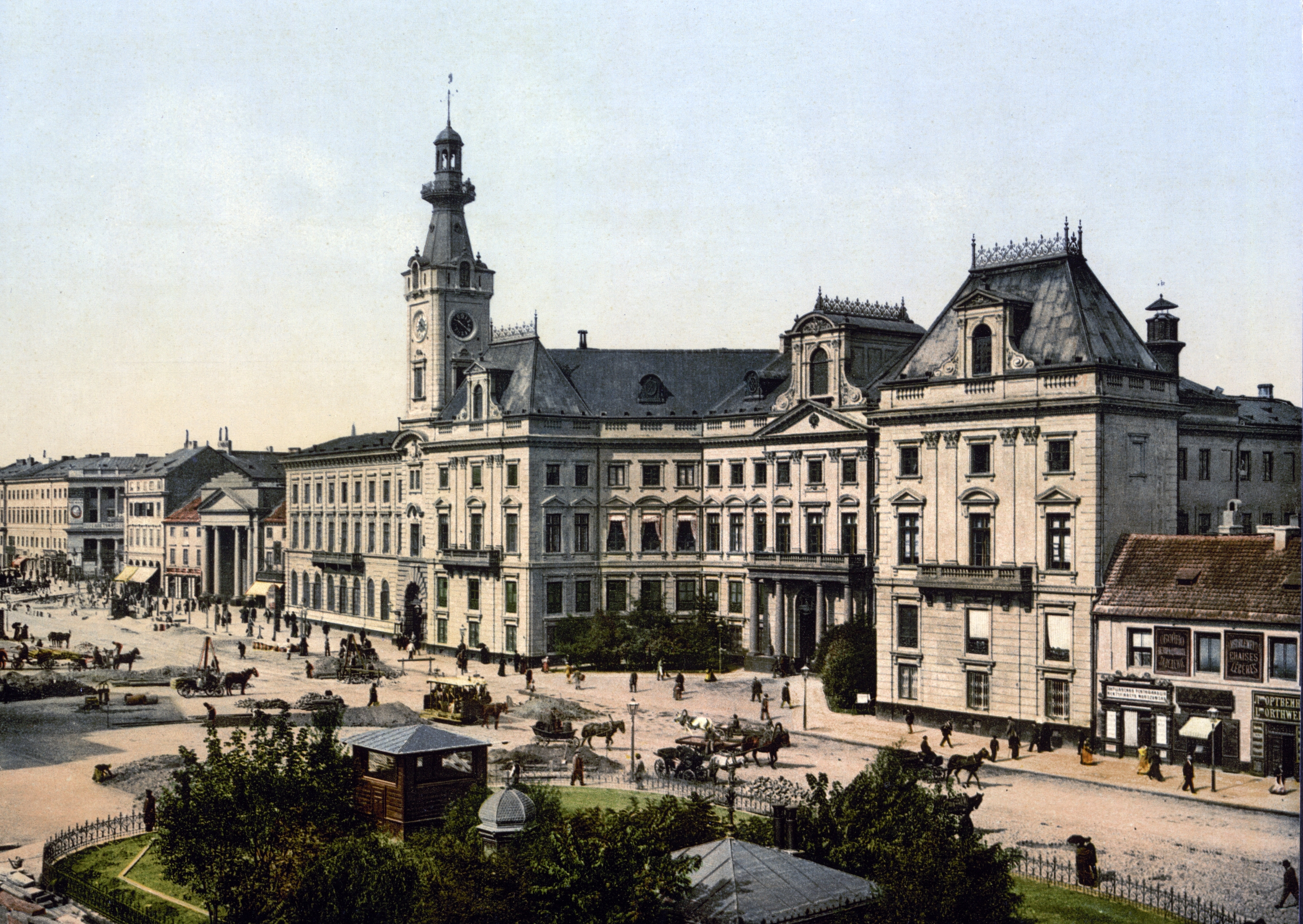
Pałac Jabłonowskich na przełomie XIX i XX w.

W roku 1863, w czasie powstania styczniowego, pałac uległ pożarowi. Odbudowa w stylu neorenesansowym odbyła się w latach 1864–1868 według projektu Józefa Orłowskiego. Nadała mu ona nowy kształt dachu z facjatkami, balkony, nowe skrzydło w miejscu domu Łagiewnickich i charakterystyczną wieżę wykorzystywaną do obserwowania tej części miasta przez Warszawską Straż Ogniową (wieża była tzw. czatownią), z zegarami po jej trzech stronach. W sali Berga (późniejszej sali Dekerta) sufit ozdobił plafon „Tryumf Prawdy” autorstwa Marcelo Bacciarellego przeniesiony z sali balowej pałacu Prymasowskiego. 
W gmachu oprócz magistratu mieścił się również zarząd policyjny miasta (biura oberpolicmajstra). W sali balowej (do 1915 Aleksandrowskiej) odbywały się później posiedzenia Rady Miejskiej. Była to jedna z największych i najpiękniejszych sal w mieście, wykorzystywana m.in. na koncerty, bale i odczyty. Zarząd miasta obradował w sali portretowej z 25 podobiznami znanych Polaków. 
Od końca XIX wieku w budynku działało centralne ogrzewanie.
W październiku 1917, w związku z setną rocznicą śmierci Tadeusza Kościuszki, na fasadzie pałacu odsłonięto tablicę pamiątkową. Kolejną tablicę odsłonięto w czerwcu 1918 w związku z analogiczną rocznicą śmierci Jana Henryka Dąbrowskiego.
W latach 1936–1939 odbyła się kolejna modernizacja pałacu według projektu Oskara Sosnowskiego, która objęła przebudowę dachu w 1936 oraz wzniesienie nowego, siedmiopiętrowego budynku od strony ul. Daniłłowiczowskiej. We wrześniu 1939 roku w czasie obrony Warszawy z ratusza cywilną obroną Warszawy dowodził Stefan Starzyński. Po zniszczeniu części gmachu biura Komisarza Cywilnego przy Dowództwie Obrony Warszawy przeniesiono do piwnic budynku. 25 września 1939 w trakcie bombardowania w budynku zginął wiceprezydent Warszawy Jan Około-Kułak. 
Po zniszczeniach w czasie II wojny światowej w roku 1952 rozebrano wypalone ruiny pałacu. W 1964 w miejscu, w którym znajdował się pałac, odsłonięto pomnik Bohaterów Warszawy.
Na przełomie 1989/1990 roku podjęta została decyzja o odbudowie północnej pierzei placu Teatralnego. W latach 1995–1997 budynek pałacu został zrekonstruowany na siedziby Banku Rozwoju Eksportu i Citibanku (Poland), co poprzedziły wykopaliska archeologiczne. Budynek zrealizowano w formie żelbetowej, zachowując pierwotną bryłę (z odbudową wieży włącznie) i rekonstruując fasadę według stanu sprzed roku 1936. Pozostałe elewacje pałacu zyskały wygląd współczesny. W czasie odbudowy wydobyto też fragmenty wyposażenia pałacu (dwa fragmenty żeliwnych podpór i żeliwną kolumnę z sali balowej), które wyeksponowano na dziedzińcu. Autorami projektu rekonstrukcji byli: Jerzy Czyż, Lech Klajnert, Janusz Matyjaszkiewicz, Marek Różański i Maciej Szwedziński.

## Tablice pamiątkowe
W 2011 na budynku odsłonięto tablicę upamiętniającą prezydenta powstańczej Warszawy Marcelego Porowskiego.
W 2017 na odsłonięto tablicę upamiętniającą Juliana Kulskiego, a w 2023 – Jana Około-Kułaka i jego współpracowników.